# 米德爾赫姆的愛德華

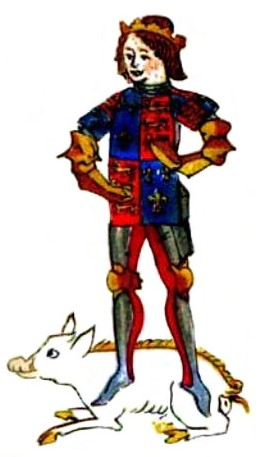
米德爾赫姆的愛德華

米德爾赫姆的愛德華（英語：Edward of Middleham；1473／1476年—1484年4月9日）是英格蘭國王理查三世唯一的婚生子，出生於約克郡的米德爾赫姆城堡。他的母親是安妮·內維爾。理查三世於1483年加冕為英格蘭國王，隨後愛德華獲得了威爾斯親王的頭銜，成為王位繼承人。1484年4月9日，正好是其伯父愛德華四世死後一週年，愛德華因不明原因去世。不久後理查三世在1485年敗於亨利·都鐸，結束了約克王朝在英格蘭的統治。